# المئزر وسها
المِئْزَرُ والسُّهَا، ويسميان معًا الأَسْلَم، نجمان يمكن رصدهما بالعين المجردة في كوكبة الدب الاكبر ، المئزر في الواقع عبارة عن نظام نجمي رباعي (يتكون من اربعة نجوم) وسها نظام نجمي ثنائي . المئزر يكتب بالإنجلزية Mizar وهو مشتق من الاسم العربي وله أسماء اخرى (Zeta Ursae Majoris, Zeta UMa, ζ Ursae Majoris, ζ UMa) يقع في وسط الذيل لكوكبة الدب الأكبر، قدره الظاهري هو 2.23 وتصنيفه النجمي A2V . المئزر تعني في العربية "الثوب المحيط بالنصف الأسفل من البدن" أو الحزام .
يمكن للمرء ان يرصد ضوء خافت إلى الشرق على بعد حوالى 12 دقيقة قوسية من المئزر، سيلاحظ نجم سها بالإنجلزية (80 Ursae Majoris أو Alcor) ويعني الاسم "السارح في خياله" . له قدر ظاهري 3.99 ووتصنيفه النجمي A5V .

## وصف
الحركة الخاصة بالنجمين تبين انهما يتحركان مع بعض (كلاهما يتموقعان في مجموعة الدب الأكبر) . وقد طرح سؤال ما إذا كان النجمين لهما جاذبية متشابكة، في سنة 2009 أفيد بشكل مستقل من قبل فريقين من علماء الفلك (اريك ماماجيك وفريقه - وزيمرمان وآخرون) أن سها عبارة عن نجمين (نجم ثنائي) وتم تسميتهما سها A وسها B (الأخير عبارة عن قزم احمر) كما أن هذا النظام الثنائي له إنجذب إلى نجم المئزر، ليصل عدد كامل النجوم إلى ستة . أظهرت هذه الدراسات أيضا أن ثنائي سها ورباعي المئزر مجموع متقاربة : حوالي 74,000 ± 39,000 وحدة فلكية أو 0.5 إلى 1.5 سنة ضوئية .
جميع هذه النجوم الستة تبعد عن الأرض حوالي 83 سنة ضوئية، تم رصد المسافة بواسطة القمر الصناعي هيباركوس ، كل أجرام كوكبة الدب الأكبر تتحكر كمجموعة، في الاغلب متناثرة وتتشارك ميلادا واحدا، النجوم الاخرى في الدب الأكبر عدا الظهر ونجم القائد ينتمون إلى المجموعة .
المئزر نجم A ثنائي تم اكتشافه من قبل إدوارد تشارلز بيكرنج سنة 1889,بعض الثنائيات الطيفية لا يمكن حلها بصريا والتي يتم اكتشافها من خلال دراسة الخطوط الطيفية للنظام لفترة طويلة من الزمن، كلا من ثنائي النجمي المئزر لهما إشراقة 35 مرة أقوى من الشمس، ويدوران حول بعضهما لمدة 20يوم و12 ساعة و55دقيقة، مئزر B وجد بخطوط الطيف على أنه نظام ثنائي كذلك، نجماه يكملان دورة كاملة في كل ستة أشهر.

## تاريخ
في الميثولوجيا الهندية المئزر معروف بإسم فاسيستا وسها هو معروف ارونداتي هذا الزوج يعتبران رمز للزواج، في بعض المجتمعات الهندية يبارك الراهب الزواج عند الإشارة إلى النجمين   .
في الأساطير اليابانية المئزر معروف بنجم الحياة تكتب "寿命 星" وتنطق "جوميوبوشي" ، اعتقد ان من لا يستطيع رؤيته سيموت في نهاية السنة، اما في المانجا اليابانية الشعبية، سيف النار، استخدم هذ النجم في الأسطورة كفأل للموت (死 兆 星)،وان من رأى النجم سوف يموت في وقت لاحق من العام.
العرب قديما ينظرون إليه على أنه اختبار للرؤية الحادة، كما إعتادوا على تضاد سهيل وسها (المئزر ونجم سهيل) على احتلالهم أعلى وأدنى في الشدة حسب التسلسل الهرمي السماوية، في الترجمات الأسبانية كتب "Vidit Alcor, at non lunam plenam" كلمة عربية ترجمت إلى الأسبانية من مثل عربي قديم"أُرِيهَا السُّهَا وَتُرِينِي القَمَرَ"بالمعنى أسْألُهَا عَنْ شَيْءٍ فَتُجِيبُنِي جَواباً لاَ عَلاَقَةَ لَهُ بِمَا أسْألُ عَنْهُ.
في القرن الرابع عشر معجم مجد الدين الفيروزآبادي اسماه "بريدل" ، "الصادق" ; بنما في القرن الثالث عشر الفلكي العربي القزويني قال "أن الناس يستعملون هذا النجم كاختبار للبصر" ، الفلكي الفارسي البيروني (973-1048 ميلادية) ذكر أهميتها في الحياة الأسرية للعرب من 18 من شهر أذار، والاعتدال مارس.
المئزر لم يكن معروفا لدى اليونانيين لكن كانت هناك أسطورة إلكترا (أم لازيون وداردنوس من زيوس)الضائعة التي تحولت إلى ثعلب . اما في الحضارة الصينية فلقب بنجم لو "LU-STAR"